# Freiburger Wissenschaftsforum
Das Freiburger Wissenschaftsforum e.V. (FWF) ist eine um 2005 gegründete Vereinigung zur Förderung von wissenschaftlicher Innovation in der Wirtschaft und insbesondere von Unternehmensgründungen. Derzeitige Vorsitzende des Forums ist Gisela Riescher.
Zu diesem Zweck vermittelt das Forum Kontakte zwischen wissenschaftlichen Einrichtungen und Unternehmen der Freiburger Region. Ferner führt es Marktforschungs- und andere Expertenstudien sowie die Erstellung von Gutachten an.
Teil des FWF ist die Campus Technologies Oberrhein (CTO), die Existenzgründungen von Hochschulangehörigen fördert, insbesondere der Albert-Ludwigs-Universität Freiburg sowie der Fachhochschule Offenburg und Furtwangen.
Siehe auch:
- Innovationskommunikation